# تريفور فيريل
تريفور فيريل (بالإنجليزية: Trevor Ferrell)‏ هو ناشط اجتماعي أمريكي، ولد في 1972.